# Jenőfi Jenő
Jenőfi Jenő (Budapest, 1912. november 25.  – Gödöllő, 1945. február 26.) labdarúgó, csatár. Az 1942–43-as idény bajnoki gólkirálya 26 góllal holtversenyben.

## Pályafutása
Angyalföldön nőtt fel. Nevelőegyesülete a Budapesti LK volt, de szerepelt a WSC cégcsapatában is. 1938-ban a Salgótarján BTC együtteséhez szerződött. Két idényt a másodosztályban szerepelt a csapattal, majd újoncként az 1940–41-es idényt a nyolcadik helyen zárták és a magyar kupa döntőjében kikpatak a Szolnoki MÁV-tól.
A következő idényben visszatért Budapestre és az újonc Lampart FC-ben szerepelt. Az idény vége felé, 1942 májusában a Vasashoz igazolt. A következő idényben 26 góllal, holtversenyben Zsengellér Gyulával gólkirály lett. Az 1943–44-es idényben már egyre kevesebbet játszott. A katonai behívót ő sem kerülhette el. 1945. február 26-án a gödöllői táborban betegen, legyengülve halt.

## Sikerei, díjai
- Magyar bajnokság
  - gólkirály: 1942–43 (26 gól), holtversenyben Zsengellér Gyulával
- Magyar kupa
  - döntős: 1941